# 로라 데이비스
로라 데이비스 여사(영어: Dame Laura Davies, DBE, 1963년 10월 5일 ~ )는 잉글랜드의 골프 선수이다. 위민스 PGA 챔피언십 2회, US 여자 오픈 챔피언십 1회 등 메이저 대회 4회 우승 경력이 있다.
2015년 세계 골프 명예의 전당에 올랐다.

## 우승 경력

### LPGA 투어
| 범례                |
| 메이저 챔피언십 (4) |
| 기타 LPGA 투어 (16) |

| No. | 일시             | 대회                         | 타수            | par | 타수차     | 2위                                 |
| --- | ---------------- | ---------------------------- | --------------- | --- | ---------- | ----------------------------------- |
| 1   | 1987년 7월 26일  | US 여자 오픈 챔피언십        | 72-70-72-71=285 | −3  | 플레이오프 | 조앤 카너, 오카모토 아야코          |
| 2   | 1988년 3월 20일  | 서클 K LPGA 투손 오픈        | 64-74-69-72=278 | −10 | 1 스트로크 | 로빈 월턴                           |
| 3   | 1988년 6월 5일   | 제이미 파 톨레도 클래식      | 69-70-69-69=277 | −11 | 3 스트로크 | 낸시 로페즈                         |
| 4   | 1989년 6월 18일  | 레이디 키스톤 오픈           | 67-73-67=207    | −9  | 1 스트로크 | 팻 브래들리                         |
| 5   | 1991년 3월 10일  | 이나모리 클래식              | 70-68-72-67=277 | −11 | 4 스트로크 | 린 코널리, 주디 디킨슨              |
| 6   | 1993년 5월 16일  | 맥도널즈 챔피언십            | 66-69-73-69=277 | −7  | 1 스트로크 | 셰리 슈타인하우어                   |
| 7   | 1994년 3월 20일  | 스탠더드 레지스터 PING       | 69-72-66-70=277 | −15 | 4 스트로크 | 일레인 크로스비, 베스 대니얼        |
| 8   | 1994년 5월 8일   | 세라 리 클래식               | 65-70-68=203    | −13 | 1 스트로크 | 메그 멜런                           |
| 9   | 1994년 5월 15일  | 위민스 PGA 챔피언십          | 70-72-69-68=279 | −5  | 3 스트로크 | 앨리스 리츠만                       |
| 10  | 1995년 3월 19일  | 스탠더드 레지스터 PING       | 69-68-70-73=280 | −12 | 1 스트로크 | 베스 대니얼                         |
| 11  | 1995년 4월 23일  | 칙필레 채러티 챔피언십       | 67-67-67=201    | −15 | 4 스트로크 | 켈리 로빈스                         |
| 12  | 1996년 3월 24일  | 스탠더드 레지스터 PING       | 71-73-69-71=284 | −8  | 1 스트로크 | 크리스털 파커-만조                  |
| 13  | 1996년 5월 12일  | 위민스 PGA 챔피언십          | 72-71-70=213    | E   | 1 스트로크 | 줄리 피어스                         |
| 14  | 1996년 8월 4일   | 캐나디안 위민스 오픈         | 71-70-70-66=277 | −11 | 2 스트로크 | 낸시 로페즈, 캐리 웨브              |
| 15  | 1996년 8월 25일  | 스타 뱅크 LPGA 클래식        | 68-66-70=204    | −12 | 3 스트로크 | 팻 허스트, 매기 윌                  |
| 16  | 1997년 3월 23일  | 스탠더드 레지스터 PING       | 70-69-70-68=277 | −15 | 플레이오프 | 켈리 로빈스                         |
| 17  | 1998년 11월 22일 | 페이지넷 투어 챔피언십       | 66-67-75-69=277 | −11 | 4 스트로크 | 브랜디 버턴, 팻 허스트, 캐리 웨브   |
| 18  | 2000년 2월 13일  | 로스앤젤레스 위민스 챔피언십 | 67-71-73=211    | −5  | 3 스트로크 | 카린 코크, 재니스 무디, 미셸 레드먼 |
| 19  | 2000년 5월 7일   | 더 필립스 인비테이셔널       | 68-67-68-72=275 | −5  | 2 스트로크 | 도티 페퍼                           |
| 20  | 2001년 6월 10일  | 웨그먼스 로체스터 인터내셔널 | 68-68-69-74=279 | −9  | 3 스트로크 | 마리아 요르트, 웬디 워드            |

## 서훈
- 1988년 대영 제국 훈장 5등급(MBE)[2]
- 2000년 대영 제국 훈장 3등급(CBE)[3]
- 2014년 대영 제국 훈장 2등급(DBE, 작위급 훈장)[4]